# Wolubilis
 (avril 2018).
Si vous disposez d'ouvrages ou d'articles de référence ou si vous connaissez des sites web de qualité traitant du thème abordé ici, merci de compléter l'article en donnant les références utiles à sa vérifiabilité et en les liant à la section « Notes et références ».

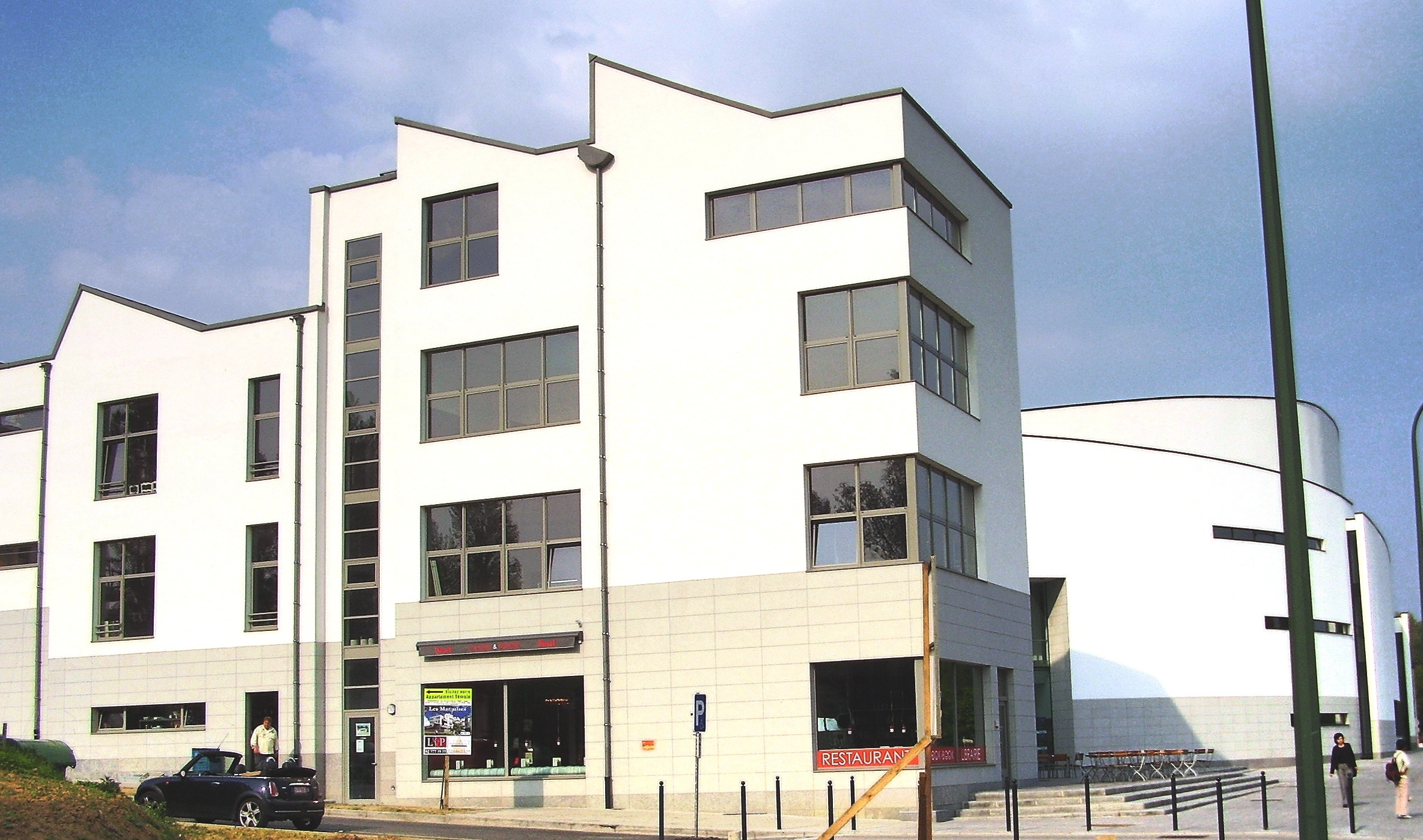
Wolubilis.

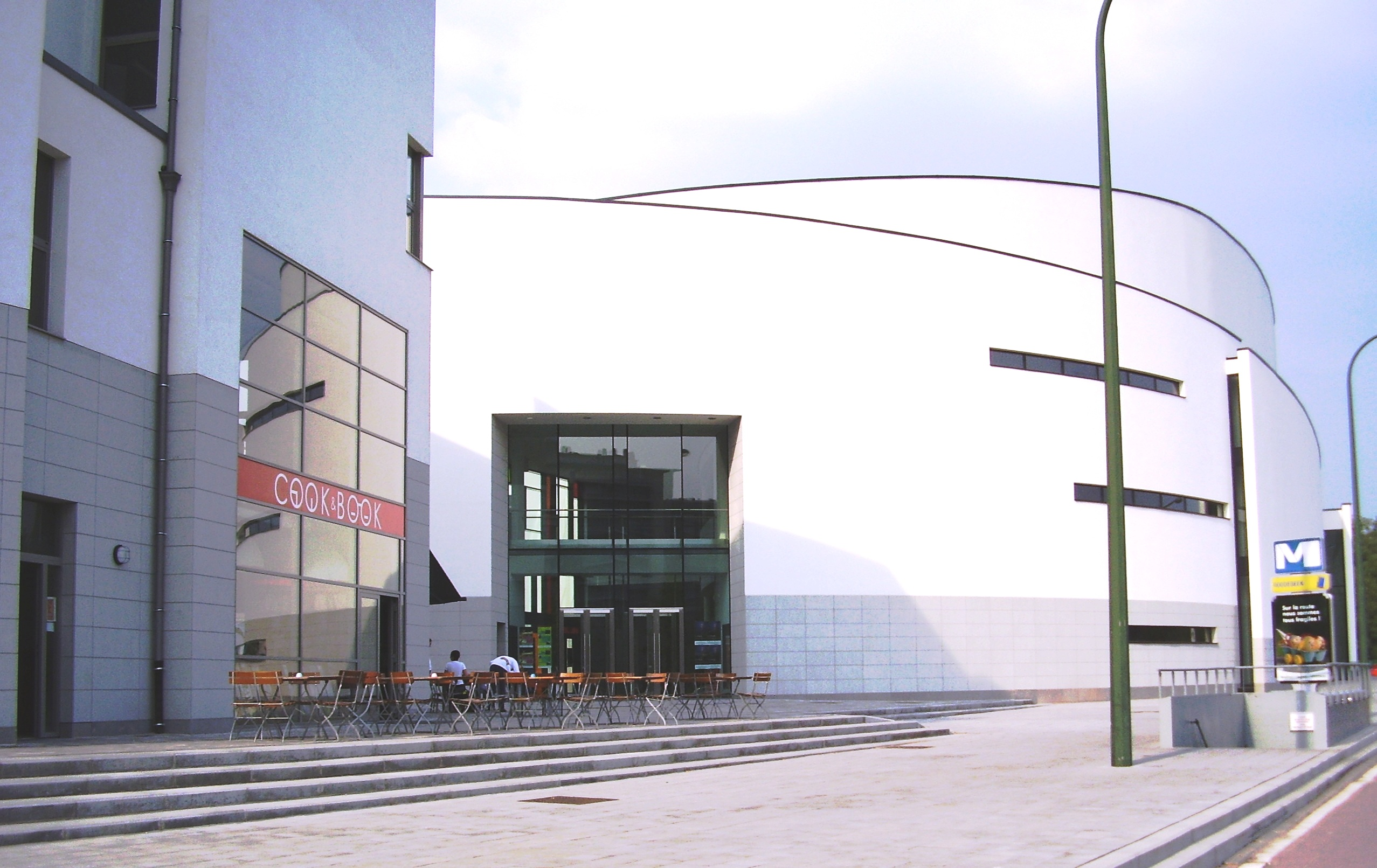
Wolubilis.

Wolubilis est un site culturel de la commune de Woluwe-Saint-Lambert (Bruxelles-Capitale), dont l'inauguration a eu lieu au printemps 2006.
Le lieu, imaginé comme un village culturel comprend un théâtre moderne de 500 places, le Centre culturel Wolubilis reconnu par la Fédération Wallonie-Bruxelles, des ateliers de création multi-disciplinaires « Les Ateliers du Temps Libre », la bibliothèque du Temps libre, l'Artothèque et des librairies/restaurants. Cet ensemble architectural disposé autour d'une place en hémicycle se veut pôle de rencontres et foyer de création et de diffusion artistiques. Chaque année, s'y déroulent les Fêtes Romanes, Festival des arts de la rue.

## Expositions
- 2017 : Cédric Noël et Marco De Sanctis, 17 novembre-17 décembre 2017.

## Accessibilité
| ___ | Ce site est desservi par la station de métro : Roodebeek. |